# Apollinien
L’apollinien est une notion d'esthétique employée par le philosophe allemand Friedrich Nietzsche dans La Naissance de la tragédie, en opposition au dionysiaque. Nietzsche distingue ainsi deux catégories esthétiques et deux sensibilités contraires. 
L'apollinien renvoie, au contraire du dionysiaque, à ce qui est caractérisé par l'ordre, la mesure, la maîtrise de soi. Cette opposition entre Apollon et Dionysos a d'abord été posée par Plutarque (46-126 apr. J.-C.), puis reprise par Michelet dans la Bible de l'humanité (1864).
L'apollinien est à la base de l'esthétique de Charles Maurras, ce dernier rejetant les composantes dionysiaques de la culture grecque comme autant d'influences néfastes venues de l'Orient pour pervertir le classicisme.